# Seznam geografov
Seznam najbolj znanih geografov zložen po priimkih.

### A
- Abulfeda (Sirija, 1273 - 1331)
- al-Hvarizmi (Hiva, Abasidski kalifat, 780 - 850)
- Alipij (Antiohija, Rimsko cesarstvo okoli 450)
- Karl Andree (Nemčija, 1808 - 1875)
- Aristotel (Grčija, 384 pr. n. št. - 322 pr. n. št.)

### B
- Andrej Briški (Slovenija, 1930 - danes)
- Martin Behaim (Nemčija, Portugalska, 1459 - 1507)
- Heinrich Barth (Nemčija, 1821 - 1865)
- William Baffin (Anglija, 1584 - 1622), Polarni kraji
- Heinrich Berghaus (Nemčija, 1797 - 1884)
- Andrea Bianco (Benetke, 15. stoletje)
- Rigobert Bonne (Francija, 1727 - 1794)
- John Burrow (Anglija, 1764 - 1848)

### C
- César-François Cassini de Thury III. (Francija, 1714 - 1784)
- Jacques Cassini II. (Francija, 1677 - 1756)
- Jovan Cvijić (Srbija, 1856 - 1927)

### Č
- Čang Heng (Kitajska, 78 - 139)

### D
- William Morris Davis (ZDA, 1850 - 1934)
- Giovanni De Agostini (Italija, 1863 - 1941)
- John Dee (Anglija, 1527 - 1608)
- Dicearh (Grčija, okoli 350 pr. n. št. - okoli 285 pr. n. št.)

### E
- Eratosten (Grčija, 276 pr. n. št. - 194 pr. n. št.)

### F
- Mark Fonstad (Državna univerza jugovzhodnega Teksasa)

### G
- Artur Gavazzi (Hrvaška, Slovenija, 1861 - 1944)

### H
- Herodot (Grčija, okoli 485 pr. n. št. - okoli 420 pr. n. št.)
- Arthur Robert Hinks (Anglija, 1873 - 1945)
- Hiparh (Grčija, 190 pr. n. št. - 120 pr. n. št.)
- Johann Baptist Homann (Nemčija, 1664 - 1724)
- baron Friedrich Heinrich Alexander von Humboldt (Nemčija, 1769 - 1859)

### I
- al-Idrizi (Maroko, 1100 - 1165/1166)

### K
- Gerhard Kremer - glej Gerardus Mercator
- Vasilij Kiprijanov- (Rusija, ? -1723)
- Ivan Kirilov  (Rusija, 1689 - 1737)
- Jaromír Korčák (Češka, 1895 - 1989)
- Jurij Kunaver Slovenija, 1933 - danes
- Anton Melik Slovenija, 1890 - 1966

### L
- Charles Marie de La Condamine (Francija, 1701 - 1774)
- Michael Florent van Langren (Belgija, 1598 – 1675)

### M
- Anton Melik (Slovenija, 1890 - 1966)
- Gerardus Mercator (Gerhard Kremer) (Belgija, Nizozemska, 1512 - 1594)
- Rumold Mercator (Holandija?, ? - 1601)

### O
- Abraham Ortelius (Nizozemska, 1527 - 1598)

### P
- Pauzanij (Grčija, okoli 150)
- Robert Peary (ZDA , 1856 - 1920)
- Mihail Pevcov (Rusija , 1843 - 1902)
- Piteas (Grčija, okoli 340 pr. n. št. - okoli 270 pr. n. št.)
- Posidonij (Grčija, okoli 135 pr. n. št. - 51 pr. n. št.)
- Klavdij Ptolemaj (Ptolemajski Egipt, Grčija, okoli 85 - okoli 165)

### R
- Giovanni Battista Riccioli (Italija, 1598 - 1671)
- Karl Ritter (Nemčija, 1779 - 1859)

### S
- Strabon (Rimsko cesarstvo, Grčija, 63 pr. n. št./64 pr. n. št. - okoli 24 pr. n. št.)

### T
- Tales (Grčija, okoli 635 pr. n. št. - okoli 543 pr. n. št.)

### V
- Ferdinand Vrangel (Rusija, 1796 - 1870)

### Z
- Martin Zeiller (Nemčija, 1589 - 1661)